# 片貝町 (小千谷市)
片貝町（かたかいまち）は、新潟県小千谷市最北部に位置する地名。小千谷市北部地区の中心である。
毎年9月に開催される片貝まつりの正四尺玉が有名である。また、木綿着尺（和服用の木綿生地）の片貝木綿の産地。

## 概要
小千谷市に編入される前の自治体時代の旧三島郡片貝町は、現在の片貝町および片貝山屋町（かたかいやまやちょう）、高梨町（たかなしちょう）と鴻巣町（こうのすちょう）を加えた地域が該当しており、このうち片貝町・片貝山屋町・鴻巣町をまとめて広域地名としての「片貝」と呼ぶこともある。この地域はそのまま片貝小学校および片貝中学校の校区となっている。
高梨町（高梨・五辺）には片貝小学校の分校の礎とした高梨小学校や片貝中学校の分校があったが、小千谷市への合併後に隣接している三仏生（さんぶしょう）や小粟田（こわだ）とともに和泉小学校および千田中学校の校区となって、片貝との結びつきが薄れつつある。ただ、郵便番号が「947-0102」と片貝郵便局管内であったり（ちなみに片貝町は「947-0101」、片貝山屋町は「947-0103」。鴻巣町は「947-0045」と小千谷郵便局管内である。）、電話番号の市内局番についても五辺は「0258-84」と片貝局管内（片貝町、片貝山屋町、鴻巣町ともに「0258-84」。高梨町は「0258-82」。）であるなど、昔の名残はある。
片貝町地域の中心部である住所上での「片貝町」は、昔からの名残りで1丁目、2丁目ではなく、南側から「一之町（いちのちょう）」、「二之町（にのちょう）」、「三之町（さんのちょう）」、「四之町（しのちょう）」、「五之町（ごのちょう）」といった呼び方をされる。片貝まつりや町民運動会などでは、これらに「町裏（まちうら）」を加えた6つの町を基本とした組に括られる。
町のほぼ中央部に「酒座川（さかざがわ）」という川が流れており、この川の南側3組（一之町、二之町、町裏）を「川上」、北側3組（三之町、四之町、五之町）を「川下」と分かれて「連」をつくりそれぞれで活動することが多かった。しかし、1977年（昭和52年）に川上、川下の双方にあった私立保育園が廃園となり、小千谷市立片貝保育園に一園化された後は、この区分けは薄れて町内の一体化が進んだ。
また、小千谷市内で唯一、市役所の支所がある。現在の所在地へ移転改築する際に、支所から連絡所に格下げしようとした動きも見られたが、現在に至るまで支所は存続している。
町域にある片貝ガス田は、天然ガスの生産量が国内第2位、石油の生産量が国内第5位である。

## 歴史

### 沿革
- 1911年9月14日 魚沼鉄道開業に伴って、片貝停留場開業。翌1912年に片貝停留場は片貝駅へ改称。1922年には買収国有化され、魚沼線へ改称。
- 1915年10月25日 八島停留場新設（1917年廃止）
- 1936年5月5日 火災により68戸が全焼。住民ら4人死亡[4]。
- 1947年11月 町制施行により、三島郡片貝村から三島郡片貝町へ
- 1948年6月1日 新潟県立小千谷高等学校片貝分校（定時制）が開校。
- 1955年3月30日 小千谷市から鴻巣町を編入
- 1956年3月31日 昭和の大合併で小千谷市に編入合併。小千谷市への合併協議は、片貝町が二分するほどの歴史に残る大論争であったという。当時、小千谷市と接していた「川上」が小千谷市への合併推進派で纏まったのに対し、「川下」は自主独立または接していた三島郡来迎寺村等南部郷での合併による新しい町作りを目指したため、足並みが揃わなかった。また、片貝町を除いた町村で合併協議が進み、越路町（現在長岡市の一部）ができたため、片貝町は小千谷市に合併した。
- 1974年3月31日 小千谷高等学校片貝分校が閉校。
- 1982年3月30日 関越自動車道長岡IC - 越後川口IC間開通
- 1984年4月1日 魚沼線廃止
- 1985年 正四尺玉の打ち上げに成功
- 2003年 NHK連続テレビ小説『こころ』において山古志村（現・長岡市）や六日町（現・南魚沼市）とともにロケ地となった。

## 教育
- 小千谷市立片貝保育園
- 小千谷市立片貝小学校
- 小千谷市立片貝中学校

## 交通

### 道路

#### 高速道路
- 町内には関越自動車道が通っているが、片貝BSがあるのみで、インターチェンジやサービスエリア等はない。
- 最寄のインターチェンジは長岡南越路スマートICである。ETC専用インター以外では、東京方面は小千谷IC、新潟・富山方面は長岡ICとなる。

##### 高速バス
県内線
- 新潟駅 - 六日町 - 十日町線が、片貝BSに停車する。
長岡北BS - 越路BS - 片貝BS -小千谷BS

県外線
- 東京 - 新潟線線が関越自動車道上を通っているが、片貝バスストップには停車しない。小千谷バスストップか越路バスストップのいずれかを利用することとなる。ただし、9月9日・9月10日、片貝まつり開催日のみ臨時停車（臨時停車便　池袋発：1～17便、新潟発：30・32便）。

#### 県道
- 新潟県道10号長岡片貝小千谷線
- 新潟県道211号三仏生片貝線（通称：戦車道路）
- 新潟県道236号岩野塚山線
- 新潟県道411号山谷片貝線（通称：西部線）

### 鉄道
かつては国鉄魚沼線の片貝駅が置かれていた。魚沼線廃線後は、線路敷が新潟県道10号長岡片貝小千谷線の一部区間として活用されている。
現在の最寄の駅は、隣接する長岡市にあり、魚沼線の始発駅でもあったJR信越本線来迎寺駅であり、同じ小千谷市内にあるJR上越線小千谷駅ではない。一部地図検索では信越本線越後岩塚駅を示すものもあるが、丘陵越えとなり現実的ではない。
また、新幹線の駅では、上越新幹線長岡駅となる。

### 路線バス
全線とも越後交通が運行している。
- 急行長岡 - 片貝 - （小粟田） - 小千谷線
- 急行長岡 - 片貝 - （坪野） - 小千谷線

かつては、長岡 - 片貝、小千谷 - 片貝間と、片貝で折り返しの便もあった。
- 池津 - （五辺・三仏生） - 小千谷線（平日のみ）

以前あった長岡-池津-小千谷線は長岡 - （長生橋・飯島） - 池津 - 片貝線と小千谷 - （五辺） - 片貝線の代替の意味を含め出来た路線であり、片貝町の中心部には入らず、東部の池津地内にバス停がある。
2019年に長岡市部分が廃止になった。